# 완서법
완서법(緩敍法, 라틴어: litotes, 그리스어: λιτότης)은 수사법의 하나이다. 직접적인 주장을 하지 않고, 그 반대의 의미를 부정하는 방법을 말한다. 이를테면, 「좋다」 대신에 「나쁘지 않다」라고 말하거나, 「어리석다」 대신에 「현명하지 못하다」라고 말하는 방법이다.
완서법은 신중하게 주장하려는 목적으로 쓰이거나, 강조하는 목적으로 쓰인다. 이를테면 「전무하지는 않다」는 「조금은 있다」라는 부분긍정의 의미를 지니지만, 「그것을 슬퍼하지 않을 이유가 없었다」는 「모든 사람이 슬퍼했다」라는 긍정을 강조하기 위하여 쓰였다. 그러나, 반드시 의미가 명확하게 표현되는 것은 아니고, 문맥이나 언어 특유의 문화적 배경에 따라 달라지는 경우가 있다.

## 그 외 관련사항
논리적으로는 이중부정은 긍정과 같다(이중부정 제거규칙). 완서법도 기본적으로는 이 논리를 따르고 있다. 표준적인 영어도 이 논리를 따르지만, 그 외의 언어(영어의 방언이나 고어를 포함)에서는 반드시 그러하지는 않다. 이에 대해서는 이중부정을 참조.
이 외에도 부정에 관해서는, 얼핏 보기에는 비논리적인 관용적인 표현이 있다.  이를테면 프랑스어에서 "Il faut qu'il aille" 「그는 갈 필요가 있다」라는 글을 부정한 "Il ne faut pas qu'il aille"를 직역하면 「그는 갈 필요가 없다」지만, 실제의 의미는 「가지 않을 필요가 있다」, 즉 「가서는 아니된다」이다.

## 같이 보기
- 과장법